# Нел, Рафаэл
Рафаэ́л Ферре́йра Нел (порт. Rafael Ferreira Nel; род. 3 апреля 2005, Амадора, Лиссабон) — португальский футболист, нападающий лиссабонского «Спортинга».

## Клубная карьера
Нел — воспитанник клубов «Бенфика», «Белененсеш» и «Спортинг». В 2023 году игрок дебютировал за дублирующий состав последних. 15 февраля 2024 года в поединке Лиги Европы против швейцарского «Янг Бойз» Рафаэл дебютировал за основной состав.